# 约翰·安德森 (帆船运动员)
约翰·安德森（英語：John Anderson，1939年7月24日—），澳大利亚男子帆船运动员。他曾代表澳大利亚参加1972年和1976年夏季奥林匹克运动会帆船比赛，其中1972年奥运会获得一枚金牌。